# Abri du Mediodía
L'Abri du Mediodía (abri du Midi, en français) est un site d'art rupestre situé dans la commune de Yecla, dans la région de Murcie, en Espagne,. Cet abri sous roche, qui comporte des peintures rupestres rattachées à l'art schématique ibérique, fait partie de l'ensemble inscrit au Patrimoine mondial par l'Unesco en 1998 sous le nom d'Art rupestre du bassin méditerranéen de la péninsule Ibérique (réf. 874-498). Il est protégé comme Bien d'intérêt culturel depuis 1996 (cote RI-51-0009564-00001).

## Situation

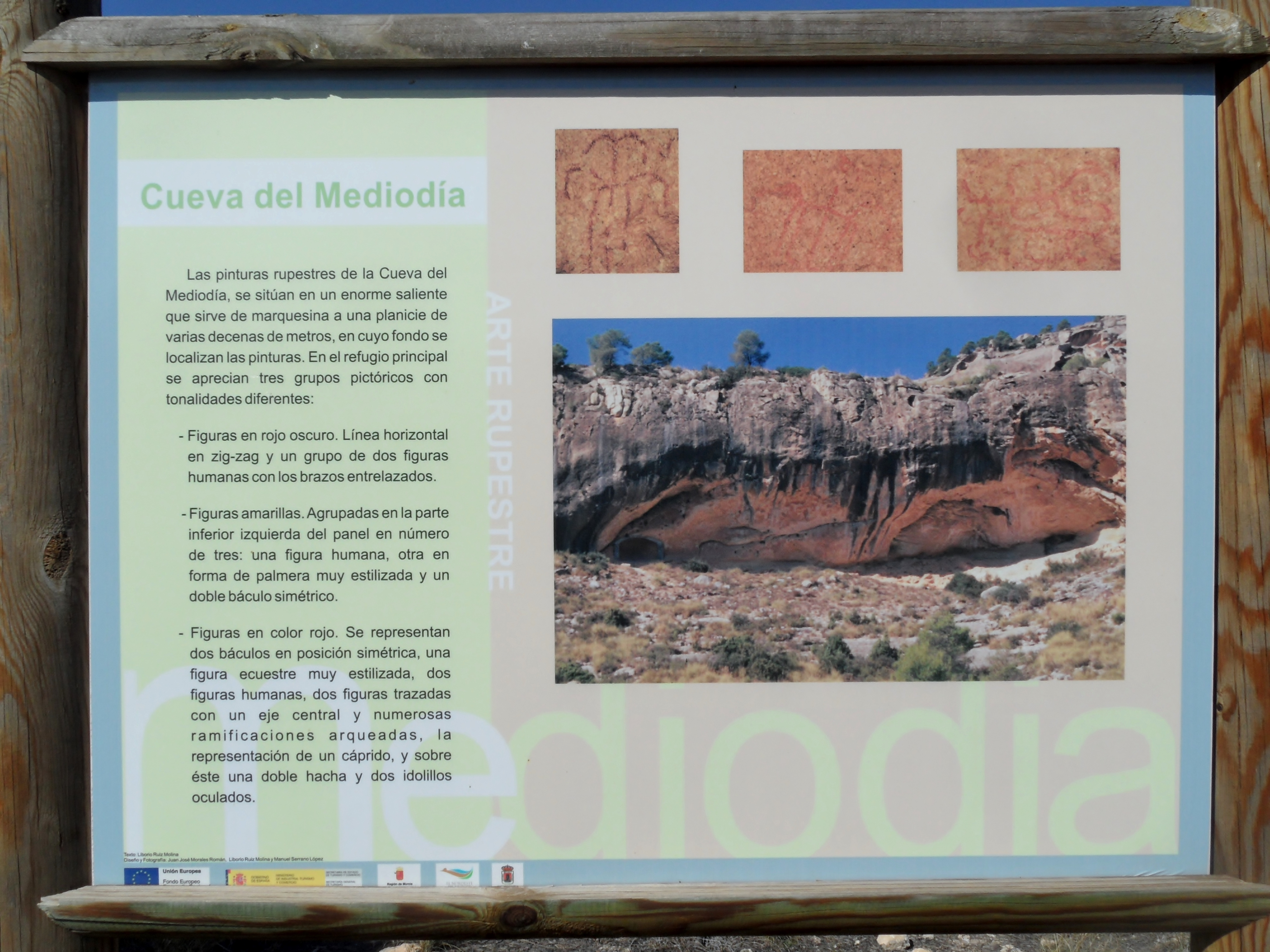
Panneau d'information

Découvert en 1912 par Juan Zuazo Palacios et étudié un peu plus tard par l'abbé Henri Breuil, l'abri du Midi est situé au pied d'une petite falaise, sur le flanc oriental du Mont Arabí (es), à environ 800 m des abris Cantos de la Visera.

## Description
Les peintures sont exclusivement de style schématique et comportent des figures anthropomorphes, des éléments végétaux et zoomorphes, ainsi que des lignes en zigzag et des cruciformes en T et Y.
On relève trois groupes de peintures :
- Figures en rouge foncé : ligne horizontale en zigzag et groupe de figures humaines aux bras entrelacés.
- Figures jaunes : une figure humaine, une figure très stylisée et un double bâton symétrique.
- Figures rouges : des bâtons, une figure équestre très stylisée, deux figures humaines, deux figures dessinées avec un axe central et de nombreuses branches arquées, un caprin avec sur lui une double hache et des idoles à deux yeux.